# Njatsjosja
Njatsjosja (vitryska: Няцёша) är ett vattendrag i Belarus. Det ligger i den östra delen av landet, 300 km sydost om huvudstaden Minsk.
Omgivningarna runt Njatsjosja är en mosaik av jordbruksmark och naturlig växtlighet. Runt Njatsjosja är det ganska glesbefolkat, med 31 invånare per kvadratkilometer.